# Francisco de Almeida

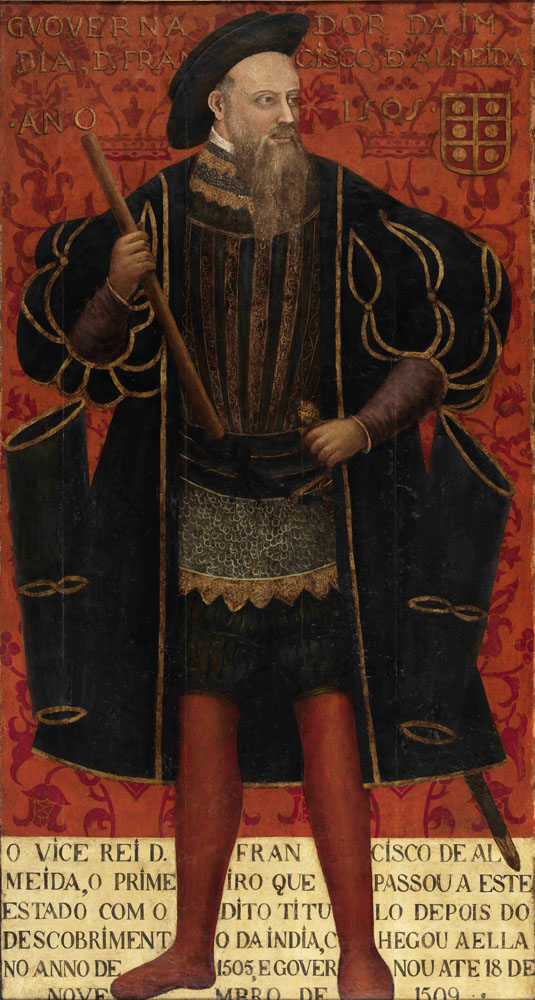
Portret van Almeida in het Museu Nacional de Arte Antiga (Lissabon)

Francisco de Almeida (Lissabon, ca. 1450 – Tafelbaai, 1 maart 1510) was een Portugees soldaat, ontdekkingsreiziger en de eerste onderkoning van de Estado da India.

## Jeugd en eerste verrichtingen
Francisco de Almeida was een van de zes zonen van Lopo de Almeida, graaf van Abrantes. Net als zijn broers zou hij een vooraanstaande positie verwerven. Zoals gebruikelijk in adellijke kringen koos hij een militaire carrière. Hij vocht vanaf zijn zestiende mee in verschillende conflicten, voornamelijk in Marokko. In 1492 nam hij in Spanje deel aan de verovering van Granada op de Moren. Hij was raadsheer van de Portugese koning João II .

## Jaren in India

### Achtergrond van de expeditie naar India
Vasco da Gama had in 1497-1499 als eerste Europeaan India bereikt door rondom Afrika te zeilen. Vanaf 1500 volgden jaarlijkse expedities onder leiding van achtereenvolgens Pedro Álvares Cabral, João da Nova, weer da Gama, Afonso de Albuquerque en Lopo Soares de Albergaria. 
Deze admiraals hadden al diverse handelsposten gesticht aan de kust van Malabar. De belangrijkste daarvan was in Cochin. Maar de Portugezen waren ook voortdurend in conflict met de samorijn van Calicut. De achtergebleven Portugezen waren kwetsbaar zodra de vloten terugkeerden naar Europa. 
Portugal wilde de specerijenhandel onder haar controle brengen door de route naar Europa via de Rode Zee te blokkeren, zodat de Portugezen via hun route  om Afrika een monopolie konden verwerven. Een permanente aanwezigheid in de vorm van forten langs de kust van Oost-Afrika en India was hiervoor noodzakelijk. Koning Manuel I besloot in 1503 het bestuur hierover te delegeren aan een onderkoning.  In eerste instantie was Tristão da Cunha de beoogde kandidaat, maar die kampte met een tijdelijke blindheid. Daarop wees de koning Francisco de Almeida als de eerste onderkoning van wat zou uitgroeien tot de Estado da India. Hij kreeg als opdracht om vier forten te bouwen. Pas daarna mocht hij zijn titel als onderkoning opeisen.

### Dearmada da Índiavan 1505

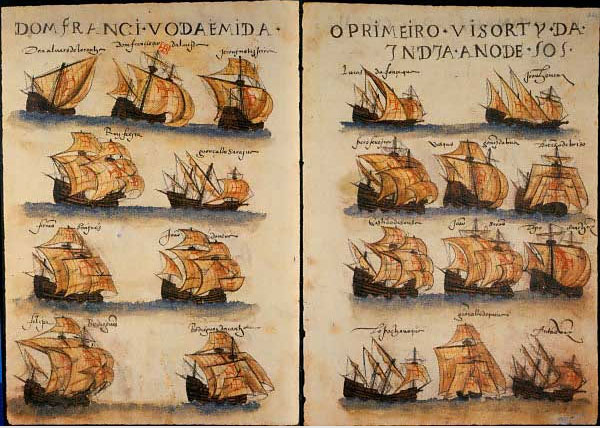
Armada da India van 1505 (Livro de Lisuarte de Abreu)

Francisco de Almeida vertrok op 25 maart 1505 met 21 schepen en 1500 man uit Lissabon. Hij passeerde Kaap de Goede Hoop op 26 juni. Met een deel van de vloot bereikte hij het eiland Kilwa voor de kust van het huidige Tanzania op 23 juli. De rest was onderweg verspreid geraakt. Hij nam het stadje in en stichtte er het eerste Portugese fort aan de Afrikaanse oostkust. Nadat hij Mombassa nog had geplunderd, vertrok Almeida op 27 augustus naar India, waar hij enkele weken later arriveerde. Hij was daarmee net op tijd voordat de moesson van richting veranderde. Van april tot september waait deze wind vanuit het zuidwesten, waarna hij van oktober tot maart uit de tegenovergestelde richting, het noordoosten, komt. Dit ritme bepaalde in hoge mate de zeilvaart in de Indische Oceaan en dus ook de activiteiten van de Portugezen.
Almeida bouwde nieuwe forten op het eiland Angediva en Cannanore. Zijn hoofdkwartier vestigde hij in Cochin.  Almeida’s zoon Lourenço leidde een strafexpeditie naar  Quilon, waar de Portugese handelspost was uitgemoord. Vervolgens voer Lourenço de Almeida als eerste Portugees naar Ceylon, het enige gebied waar kaneel groeide. Hij bouwde ook daar een fort. 

### Onderkoningschap
In maart 1506 versloeg Lourenço de Almeida voor de kust van Cannanore een grote vloot van 200 schepen van de samorijn van Calicut. Het jaar daarop belegerde samorijn samen met de lokale heerser vier maanden lang het fort van Cannanore, maar de Portugezen werden in augustus 1507 ontzet door de aankomst van een nieuwe vloot onder leiding van Tristão da Cunha. Da Cunha had op de uitreis het eiland Socrota bij de ingang van de Rode Zee veroverd. Een eskader van da Cunha’s vloot nam in september 1507 onder leiding van Afonso de Albuquerque het aan de ingang van de Perzische Golf gelegen Hormuz in.
De Portugese agressie lokte een reactie uit van de Egyptische mammelukken. Deze hadden een groot belang bij de ongestoorde specerijenhandel via de Rode Zee. Zij bouwden met Venetiaanse steun een vloot, die ze naar de kust van Malabar stuurden. De mammelukse vloot versloeg in maart 1508 bij Chaul een eskader van Lourenço de Almeida. Deze sneuvelde toen zijn schip tot zinken werd gebracht.
Eind 1508 arriveerde Albuquerque vanuit Hormuz op de kust van Malabar. Hij had een brief van Koning Manuel, waarin deze het onderkoningschap overdroeg aan Albuquerque. Francisco de Almeida, vastbesloten de dood van zijn zoon te wreken, weigerde dit te accepteren en zette Albuquerque gevangen. Almeida voer met 23 schepen naar het noorden. In de zeeslag bij Diu versloeg hij op 3 februari 1509 een gecombineerde vloot van de mammelukken, de Ottomanen, de samorijn van Calicut en de sultan van Gujarat. De Portugezen hadden grotere schepen en een superieure artillerie, waardoor de tegenstanders geen kans hadden. Het was een beslissende overwinning. Het duurde 30 jaar voor de Ottomanen een nieuwe poging ondernamen om de Portugese heerschappij over de Indische Oceaan te betwisten.
Terug in Cochin moest Almeida toch zijn functie overdragen aan Albuquerque. In december 1509 zeilde hij terug naar Portugal. Bij de Kaap de Goede Hoop stalen zijn mannen vee in een dorp van de Khoikhoi, in Nederland ook wel Hottentotten genoemd. Almeida  wachtte zonder de gebruikelijke zware bewapening op het strand. De Khoikhoi roken hun kans en doodden Almeida en 64 anderen.

## Nalatenschap
Onder Almeida en Albuquerque vestigden de Portugezen zich definitief in Azië, waar ze tot de 20e eeuw zouden blijven. Na de slag bij Diu was hun suprematie ter zee onbetwist in het gebied van de Indische Oceaan. De Portugezen hadden echter te weinig schepen en manschappen om de handel in peper en specerijen totaal onder hun controle te brengen. De handelsroute via de Rode Zee bleef bestaan, naast die van de Portugezen via Kaap de Goede Hoop. 